# Ksilanska alfa-1,2-glukuronozidaza
Ksilanska alfa-1,2-glukuronozidaza (EC 3.2.1.131, 1,2-alfa-glukuronidaza, alfa-(1->2)-glukuronidaza, ksilan alfa-D-1,2-(4-O-metil)glukuronahidrolaza) je enzim sa sistematskim imenom ksilan 2-alfa-D-(4-O-metil)glukuronahidrolaza. Ovaj enzim katalizuje sledeću hemijsku reakciju
hidroliza (1->2)-alfa-D-(4-O-metil)glukuronazilnih veza u glavnom lancu ksilana iz tvrdog drveta

## Literatura
- Nicholas C. Price; Lewis Stevens (1999). Fundamentals of Enzymology: The Cell and Molecular Biology of Catalytic Proteins (Third изд.). USA: Oxford University Press. ISBN 019850229X.
- Eric J. Toone (2006). Advances in Enzymology and Related Areas of Molecular Biology, Protein Evolution (Volume 75 изд.). Wiley-Interscience. ISBN 0471205036.
- Branden C; Tooze J. Introduction to Protein Structure. New York, NY: Garland Publishing. ISBN 0-8153-2305-0.
- Irwin H. Segel. Enzyme Kinetics: Behavior and Analysis of Rapid Equilibrium and Steady-State Enzyme Systems (Book 44 изд.). Wiley Classics Library. ISBN 0471303097.

## Spoljašnje veze
- Xylan+alpha-1,2-glucuronosidase на 